# Дроздовское сельское поселение
Дроздо́вское се́льское поселе́ние — упразднённое муниципальное образование в составе Сафоновского района Смоленской области России. Административный центр — деревня Дроздово.

## История
Образовано Законом Смоленской области от 28 декабря 2004 года.  Упразднено Законом Смоленской области от 20 декабря 2018 года: все его населённые пункты были включены в Вышегорское сельское поселение.

## Население
| 1995 | 1996 | 1997 | 1998 | 1999 | 2000 | 2001 |
| ---- | ---- | ---- | ---- | ---- | ---- | ---- |
| 615  | ↗623 | ↘611 | ↗613 | ↘597 | ↗604 | ↘587 |
| 2002 | 2003 | 2004 | 2005 | 2006 | 2007 | 2011 |
| ↘572 | ↘568 | ↗572 | ↘565 | ↘551 | ↗570 | ↘563 |
| 2012 | 2013 | 2014 | 2015 | 2016 | 2017 | 2018 |
| ↘553 | ↗558 | ↘552 | ↗573 | ↗587 | ↗601 | ↘588 |
| 2019 |      |      |      |      |      |      |
| ↘584 |      |      |      |      |      |      |

## Географические данные
- Общая площадь: 83,92 км²
- Расположение: центральная часть Сафоновского района
- Граничило:
  - на севере — с Вадинским сельским поселением
  - на востоке — с Беленинским сельским поселением
  - на юго-востоке— с Сафоновским городским поселением
  - на юге — с Вышегорским сельским поселением
  - на западе — с Рыбковским сельским поселением
- По территории поселения проходит автомобильная дорога Сафоново — Васильевское.
- Крупные реки: Ведоса, Вопец.

## Населённые пункты
На территории поселения находилось 4 населённых пункта.
- Дроздово, деревня — административный центр
- Вержино, деревня
- Клемятино, деревня
- Святцово, деревня

## Экономика
Сельхозпредприятия, школа, магазины, библиотека, областная больница реабилитации и восстановительного лечения.